# Residential Gateway
Ein Residential Gateway ist die technische Schnittstelle zwischen einer Wohnumgebung und der Außenwelt. Es erfüllt damit zwei grundlegende Aufgaben: Erstens die Anbindung an die Außenwelt – neben analogem Telefon oder ISDN ist hier vor allem eine Internetanbindung wichtig. Dazu dient DSL, die Infrastruktur des Kabelfernsehens oder eigene Breitbandnetze wie Glasfaser. Zweitens stellt das Residential Gateway eine Schnittstelle für alle innerhalb der Wohnumgebung vorhandenen Netze und Bussysteme bereit. Diese dienen der Vernetzung von Geräten sowie deren Anbindung an das Residential Gateway.

Schema eines Residential Gateway

Im Rahmen von OSGi (Open Services Gateway Initiative) und anderen Ansätzen versteht man unter einem Service Gateway – und damit einem  Residential Gateway – eine Art erweiterte Router-Funktionalität, jedoch als Gateway (Service-Aggregator im kleinen Maßstab) für das gesamte Haus. Embedded Java und OSGi sind nicht zuletzt deshalb hier sehr stark favorisiert, weil eine sehr allgemeine Serviceausrichtung auch sehr starke Plattformunabhängigkeit erfordert. Hier bestehen starke Anforderungsüberlappungen mit dem MHP-Ansatz für die Realisierung von Service-Angeboten beim Digitalfernsehen.
Im Folgenden werden die wichtigsten Netze und Bussysteme genannt, die mit dem Residential Gateway kommunizieren:
- IP-Netzwerk zur Verteilung von Internet und Daten. Zum einen verbindet es alle PC, um diese mit Internetzugang zu versorgen und einen Datenaustausch zu ermöglichen. Es wird aber auch zur Verteilung von Multimediainhalten genutzt.
- Kabelgebundene Bussysteme vornehmlich zur Vernetzung von Geräten der Elektroinstallation.
- Funkbasierte Bussysteme, die sich besonders zur nachträglichen Installation eignen.
- Infrastruktur zum Senden und Empfangen von Infrarot-Kommandos.